# پریگورکی
پریگورکی (انگلیسی: Prigorki) یک شهرک در بخش پروخوروفسکی استان بلگورود کشور روسیه است.